# 햄스터와 그레텔
햄스터와 그레텔(영어: Hamster & Gretel)는 피니와 퍼브(영어: Phineas and Ferb)와 마일로 머피의 법칙(영어: Milo Murphy's Law)의 창작자인 댄 포븐마이어(Dan Povenmire)가 제작하였다.

## 목소리 출연
한국어판
- 한복현 - 햄스터
- 김보나 - 그레텔
- 박성영 - 케빈
- 정유정 - 프레드
- 이승행 - 데이브
- 천지선 - 카롤리나
- 문유정 - 베일리, 로런/디스트럭트리스
- 원에스더 - 베로니카 힐, 히로미
- 소정환 - 라일/피스트펀처

## 우리말 연출
- 더빙감독 : 전은정
- 번역 : 강은영
- 한국어 제작 : Disney Character Voices International,Inc.
- 기획 : 월트디즈니컴퍼니코리아 유한책임회사